# スティーヴ・カーン
スティーヴ・カーン（Steve Khan、1947年4月28日 - ）は、アメリカ合衆国のジャズ・ギタリストである。

## 略歴
スティーヴ・カーンによれば、父親で作詞家のサミー・カーンについて「彼の歌のすべてのバージョンを聞くのが大好きだった」という。つまり、カーンは音楽のある家で育った。彼は子供の頃にピアノのレッスンを受け、サーフロック・バンドのシャンテイズ (Chantays)でドラムを演奏した。バンドのギタリストが彼にザ・クルセイダーズのアルバム『Tough Talk』とウェス・モンゴメリーの『ムーヴィン・ウェス』を聴かせた。10代後半になると彼はドラムをやめ、ギターを弾き始めるようになった。彼はR&Bバンドのフレンズ・オブ・ディスティンクション (Friends of Distinction)のメンバーとなり、キーボード奏者のフィル・ムーアと録音した後、ウィルトン・フェルダー（「自身のヒーローの一人」）のアルバム『Bullitt』で演奏した。音楽業界でのキャリアを避けるようにとの父親のアドバイスにもかかわらず、彼は音楽の作曲と理論の学位を取得してUCLAを卒業した。
1970年代初頭には、ラリー・コリエルとアコースティックギターのデュオで演奏し、ブレッカー・ブラザーズ・バンドのメンバーを務めた。セッション・ミュージシャンとして、彼はアシュフォード&シンプソン、ルパート・ホルムズ、ビリー・ジョエル、スティーリー・ダンのアルバムに参加してきた。ボビー・コロンビーとボブ・ジェームスの努力により、コロムビア・レコードと契約した。最初の3枚のアルバム『タイトロープ』（1977年）、『ザ・ブルー・マン』（1978年）、『アロウズ』（1979年）において、彼は「オリジナル・ブレッカー・ブラザーズ・バンドのサウンドを片手で生かし続ける」ことを試みていた。その次のアルバムはセロニアス・モンクによる歌曲の18分に及ぶメドレーを含む『エヴィデンス』（1980年）であった。

## 受賞（ノミネート）歴
- グラミー賞ノミネート 『ローカル・カラー』 - Local Color (1987年)
- グラミー賞ノミネート 『ボロウド・タイム』 - Borrowed Time (2007年)
- 『Jazz Life』誌 「22人のオールタイム・グレイト・ジャズ・ギタリスト」リスト入り (1998年)[4]

## ディスコグラフィ

### リーダー・アルバム
- 『トゥー・フォー・ザ・ロード』 - Two for the Road (1977年、Arista) ※アコースティックギター・デュオ with ラリー・コリエル
- 『タイトロープ』 - Tightrope (1977年、Tappan Zee)
- 『ザ・ブルー・マン』 - The Blue Man (1978年、CBS)
- 『アロウズ』 - Arrows (1979年、Columbia)
- 『エヴィデンス』 - Evidence (1980年、Arista Novus)
- 『アイウィットネス』 - Eyewitness (1981年、Antilles) ※旧邦題『目撃者』
- 『モダン・タイムス』 - Modern Times (1982年、Trio Records) ※東京でのライブ録音、Blades (1985年、Passport) として再発
- 『カサ・ロコ』 - Casa Loco (1984年、Antilles)
- 『ヘルピング・ハンド』 - Helping Hand (1987年、Polydor) ※日本のみリリース
- 『ローカル・カラー』 - Local Color (1987年、Passport) ※デュオ with ロブ・マウンジー
- 『パブリック・アクセス』 - Public Access (1989年、GRP)
- 『レッツ・コール・ディス』 - Let's Call This (1991年、Blue Moon) ※with ロン・カーター、アル・フォスター
- 『ヘッドライン』 - Headline (1992年、Blue Moon) ※with ロン・カーター、アル・フォスター
- 『クロッシングス』 - Crossings (1994年、PolyGram)
- 『ガット・マイ・メンタル』 - Got My Mental (1997年、Evidence) ※with ジョン・パティトゥッチ、ジャック・ディジョネット
- 『グリーン・フィールド』 - The Green Field (2005年、Tone Center) ※with ジョン・パティトゥッチ、ジャック・ディジョネット
- 『ボロウド・タイム』 - Borrowed Time (2007年、Tone Center)
- 『ザ・スーツケース』 - The Suitcase: Live in Köln '94 (2008年、Tone Center)
- 『パーティング・ショット』 - Parting Shot (2011年、Tone Center)
- 『サブテクスト』 - Subtext (2014年、Tone Center)
- 『バックログ』 - Backlog (2017年、Tone Center)
- Patchwork (2019年、Tone Center)

### 参加アルバム
アシュフォード & シンプソン
- 『愛のメッセージ』 - Send It (1977年)
- So So Satisfied (1977年)
- 『ステイ・フリー』 - Stay Free (1979年)

ブレッカー・ブラザーズ
- 『バック・トゥ・バック』 - Back to Back (1976年)
- 『ドント・ストップ・ザ・ミュージック』 - Don't Stop the Music (1977年)

ビリー・コブハム
- 『インナー・コンフリクツ』 - Inner Conflicts (1977年)
- 『スーパースター・スーパーライヴ』 - Alivemutherforya (1978年)
- 『シンプリシティ・オブ・エキスプレッション』 - Simplicity of Expression (1978年)

ラリー・コリエル
- Level One (1975年、Arista) ※イレヴンス・ハウス名義。タイトル曲に12弦ギターで参加
- 『プラネット・エンド』 - Planet End (1975年、Vanguard)
- 『アスペクツ』 - Aspects (1976年、Arista) ※イレヴンス・ハウス名義。アコースティックギターで参加

マイケル・フランクス
- 『愛のオブジェ』 - Objects of Desire (1982年)
- 『スキン・ダイヴ』 - Skin Dive (1985年)
- 『カメラ・ネヴァー・ライズ』 - The Camera Never Lies (1987年)
- 『ドラゴンフライ・サマー』 - Dragonfly Summer (1993年)
- 『ベアフット・オン・ザ・ビーチ』 - Barefoot on the Beach (1999年)

ボブ・ジェームス
- 『ヘッズ』 - Heads (1977年、Tappan Zee/Columbia)
- 『ラッキー・セヴン』 - Lucky Seven (1979年、Tappan Zee/Columbia)
- 『サイン・オブ・ザ・タイムス』 - Sign of the Times (1981年、Tappan Zee/Columbia)
- 『ニューヨーク・ライヴ』 - All Around the Town (1981年、Tappan Zee/Columbia)
- 『ザ・ジーニー:テーマス&ヴァリエーションズ・フロム“タクシー”』 - The Genie: Themes & Variations from the TV Series "Taxi" (1983年、Tappan Zee/Columbia)
- 『フォクシー』 - Foxie (1983年、Tappan Zee/Columbia)
- 『トゥウエルヴ』 - 12 (1984年、Tappan Zee/Columbia)
- 『オブセッション』 - Obsession (1987年、Warner Bros.)
- 『白鳥』 - The Swan (1995年、Tappan Zee/Columbia)

エスター・フィリップス
- 『恋は異なもの』 - What a Diff'rence a Day Makes (1975年、Kudu, CTI) ※Khan on rhythm guitar
- 『カプリコーン・プリンセス』 - Capricorn Princess (1976年、Kudu, CTI) ※Khan on three tracks.
- 『フォー・オール・ウィ・ノウ』 - For All We Know (1976年、Kudu, CTI) ※Khan on rhythm guitar.

ベン・シドラン
- 『ライヴ・アット・モントルー』 - Live at Montreux (1978年、Arista)
- 『バップシティ』 - Bop City (1984年、Antilles, Baybridge)
- 『ライフ・イズ・ア・レッスン』 - Life's a Lesson (1993年、Go Jazz)

スティーリー・ダン
- 『彩（エイジャ）』 - Aja (1977年) ※1曲参加
- 『ガウチョ』 - Gaucho (1980年)

ステップス・アヘッド
- 『ニューヨーク・シティ』 - N.Y.C. (1989年)
- 『陰陽』 - Yin-Yang (1992年)

その他
- ルーサー・アリスン : 『ナイト・ライフ』 - Night Life (1975年、Tamla Motown)
- パティ・オースティン : 『エンド・オブ・ア・レインボー』 - End of a Rainbow (1976年)
- パティ・オースティン : 『ハバナ・キャンディ』 - Havana Candy (1977年)
- ガトー・バルビエリ : 『ユーフォリア』 - Euphoria (1979年、A&M) ※1曲参加
- ジョー・ベック : 『ベック』 - Beck (1975年、Kudu) ※セカンド・ギタリスト担当。デイヴィッド・サンボーン参加。
- ジョージ・ベンソン/ジョー・ファレル : 『ベンソン&ファレル』 - Benson & Farrell (1976年、CTI) ※2曲参加
- ウォルター・ビショップ・ジュニア : 『ソウル・ヴィレッジ』 - Soul Village (1977年)
- ティム・バックリィ : 『ブルー・アフタヌーン』 - Blue Afternoon (1969年)
- カリビアン・ジャズ・プロジェクト : New Horizons (2000年)
- カリビアン・ジャズ・プロジェクト : Paraiso (2001年)
- ジミー・コブ : So Nobody Else Can Hear (2000年)
- ポーラ・コール : Courage (2007年)
- エディ・ダニエルズ : Blackwood (1989年)
- マイルス・デイヴィス : 『アマンドラ』 - Amandla (1989年)
- マーク・イーガン : 『ビヨンド・ワーズ』 - Beyond Words (1992年)
- エレメンツ : 『リベラル・アーツ』 - Liberal Arts (1989年)
- ドナルド・フェイゲン : 『ナイトフライ』 - The Nightfly (1982年) ※アコースティックギター on 「New Frontier」
- ウィルトン・フェルダー : Bullitt (1969年)
- メイナード・ファーガソン : 『スター・ウォーズのテーマ』 - New Vintage (1977年)
- アレサ・フランクリン : 『フリーウェイ・オブ・ラヴ』 - Who's Zoomin' Who? (1985年)
- アレサ・フランクリン : 『愛の嵐』 - Through the Storm (1989年)
- グラント・グリーン : 『ザ・メイン・アトラクション』 - The Main Attraction (1976年)
- フレディ・ハバード : 『ウィンドジャマー』 - Windjammer (1976年)
- ビリー・ジョエル : 『ストレンジャー』 - The Stranger (1977年、Columbia)
- ビリー・ジョエル : 『ニューヨーク52番街』 - 52nd Street (1978年、Columbia)
- チャカ・カーン : 『ノーティ』 - Naughty (1980年)
- ヒューバート・ロウズ : Romeo & Juliet (1976年、Columbia) ※1曲参加
- ケニー・ロギンス : 『未来への誓い』 - Celebrate Me Home (1977年)
- マイク・マイニエリ : 『ワンダーラスト』 - Wanderlust (1981年、Warner Bros.)
- スティーヴ・マーカス : 『サムタイム・アザー・ザン・ナウ』 - Sometime Other Than Now (1976年)
- メンドーサ・マーディン・プロジェクト : 『ジャズパナ』 - Jazzpaña (1992年)
- ジェイソン・マイルズ : 『コズモポリタン』 - Cozmopolitan (2005年、Jason Miles) ※1曲参加。1979録音の自主制作盤[5]
- フィル・ムーア・ジュニア : Right On (1969年、Atlantic)
- ウォルター・マーフィー : Rhapsody in Blue (1977年、Private Stock) ※2曲参加
- ペイジズ : 『ファースト・ペイジズ』 - Pages (1978年)
- エディ・パルミエリ : 『ルクミ、マクンバ、ヴードゥー』 - Lucumi, Macumba, Voodoo (1978年)
- ルー・ロウルズ : At Last (1989年、Blue Note) ※3曲参加
- ルー・ロウルズ : It's Supposed to Be Fun (1990年、Blue Note) ※3曲参加
- フィリップ・セス : 『ネクスト・ヴォエッジ』 - Next Voyage (1997年)
- デイヴ・サミュエルズ : Ten Degrees North (1989年)
- デイヴ・サミュエルズ : Tjader-ized: A Cal Tjader Tribute (1998年)
- デイヴィッド・サンボーン : 『テイキング・オフ』 - Taking Off (1975年、Warner Bros.) ※メイン・ギタリストとして参加。9曲中2曲を作曲
- ヘレン・シュナイダー : 『瞳のときめき』 - Let It Be Now (1978年)
- ダイアン・シューア : 『ディードゥルズ』 - Deedles (1985年)
- ダイアン・シューア : 『トーキン・バウト・ユー』 - Talkin' 'Bout You (1988年)
- ドン・セベスキー : 『セベスキー・ファンタジー』 - Sebesky Fantasy (1980年) ※コンピレーション
- ジョン・セバスチャン : 『タール・ビーチ』 - Tar Beach (1993年)
- ジャニス・シーゲル : 『ナイトソングス』 - Nightsongs: A Late Night Interlude (2013年)
- フィービ・スノウ : 『薔薇の香り』 - Never Letting Go (1977年)
- フィービ・スノウ : 『詞華集』 - Against the Grain (1978年)
- マイク・スターン : 『タイム・イン・プレイス』 - Time in Place (1988年)
- デイヴ・ヴァレンティン : Sunshower (1999年)
- グローヴァー・ワシントン・ジュニア : 『シークレット・プレイス』 - A Secret Place (1976年)
- カーク・ウェイラム : 『プロミス』 - The Promise (1989年)
- ジョー・ザヴィヌル : 『ジョー・ザヴィヌル&ウェザー・アップデイト』 - Weather Update (2005年) ※DVD
- Guillermo Carrasco : Una a la vez (2003年、eMG) ※「El Camino」「El Arbol」「Lucía」にギターで参加

## 書籍
- Pentatonic Khancepts (2002年、Alfred Music)
- Contemporary Chord Khancepts (1996年、Alfred Music)
- Wes Montgomery Guitar Folio (1973年、Jamey Aebersold)
- Pat Martino: The Early Years (1991年、Alfred Music)